# Biing!
Biing!: Sex, Intrigue and Scalpels is een computerspel dat werd ontwikkeld door reLINE Software en werd uitgegeven door Magic Bytes. Het computerspel werd in 1995 uitgegeven voor de Commodore Amiga en DOS. Het spel is een erotische ziekenhuis managementsimulatie. De speler moet een ziekenhuis bouwen, beginnend bij het kopen van een gebouw, inhuren van artsen, verpleegsters en receptionistes. Het spel heeft een humoristische insteek. Zo geven de dokters niet op de patiënten, hebben de verpleegsters grote borsten en houden soms striptease acts voor hun patiënten.

## Ontvangst
| Beoordeeld door       | Platform | Datum         | Score |
| --------------------- | -------- | ------------- | ----- |
| Amiga Games           | Amiga    | februari 1995 | 87%   |
| PC Games (Duitsland)  | DOS      | mei 1995      | 87%   |
| Amiga Joker           | Amiga    | januari 1995  | 86%   |
| Power Play            | DOS      | mei 1995      | 72%   |
| HonestGamers          | DOS      | 29 april 2007 | 70%   |
| PC Player (Duitsland) | DOS      | juni 1995     | 63%   |